# Schloss Rosersberg

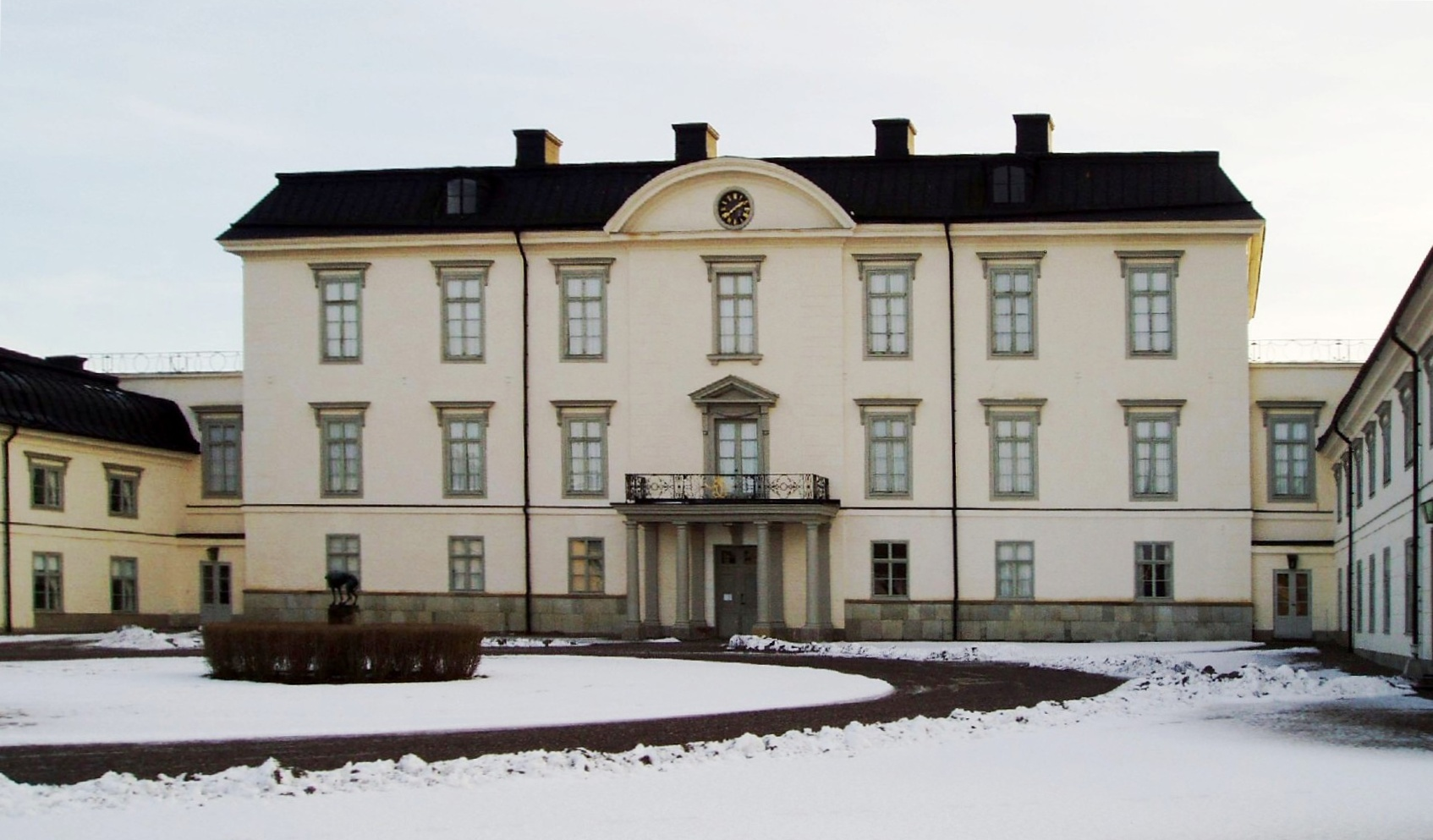
Schloss Rosersberg – Hauptgebäude

Das schwedische Schloss Rosersberg liegt in der Nähe des Ortes Rosersberg etwa 30 km nördlich von Stockholm.
Schloss Rosersberg wurde im Auftrag des Reichsschatzmeisters Gabriel Bengtsson Oxenstierna in den Jahren 1634–1638 erbaut. Es besteht aus einem dreistöckigen Hauptgebäude und vier zweigeschossigen Seitenflügeln. In den 1680er und 1690er Jahren wurde es nach Plänen des Architekten Nicodemus Tessin d. J. im Barockstil umgebaut. 1762 kam es in den Besitz des Herzogs Karl. Herzog Karl ließ das Schloss erneut umbauen, und sein Nachfolger Karl XIV. Johann ließ es im Empire-Stil einrichten. Auch ein Englischer Landschaftspark wurde angelegt. Das Schloss diente dann bis 1860 als königliches Lustschloss und wurde ab 1823 von der Königin Desideria bewohnt. Nach dem Tod der königlichen Witwe Desideria wurde das Hauptgebäude nicht mehr bewohnt, war eine Zeit lang Sitz einer Artillerieschule und dient heute der schwedischen Feuerwehr. Die Einrichtung aus dieser Zeit ist äußerst gut erhalten und zählt zu den schönsten Beispielen des Empirestils in Schweden.
1935 wurde das Schloss als Byggnadsminne unter staatlichen Schutz gestellt.

## Weitere königliche Schlösser
Schloss Rosersberg ist bis heute eines der neun offiziellen Königsschlösser Schwedens, die alle zumindest teilweise zu besichtigen sind: Das Stockholmer Schloss (Amtssitz des Königs), Schloss Drottningholm (Wohnsitz des Königs), Schloss Rosendal, Schloss Gripsholm, Schloss Strömsholm, Schloss Tullgarn, Schloss Ulriksdal, der Hagapark (Schloss Haga ist Wohnsitz der Kronprinzessin) sowie der Park der königlichen Sommervilla Solliden, die in der Nähe des nur noch als Ruine erhaltenen Schlosses Borgholm errichtet wurde.